# Dömsöd
Dömsöd is een plaats (nagyközség) en gemeente in het Hongaarse comitaat Pest. Dömsöd telt 5799 inwoners (2007).